# Apororhynchida
Ordre
Les Apororhynchida forment un ordre de parasites de l'embranchement des acanthocéphales. Ce sont des organismes microscopiques qui parasitent la paroi intestinale de vertébrés terrestres. 
Ils possèdent un proboscis de forme globulaire, non rétractable, peu ou pas garni de crochets.
Selon ITIS, cet ordre ne comprend qu'une seule famille :
- Apororhynchidae Shipley, 1899